# Gelijkstroommotor

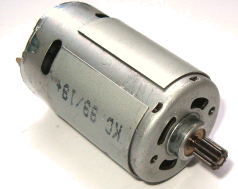
Kleine gelijkstroommotor

Een gelijkstroommotor is een motor waarin elektrische energie in de vorm van een gelijkstroom, omgezet wordt in mechanische energie. De werking berust op de lorentzkracht die een stroomvoerende geleider ondervindt in een magnetisch veld.
De werking van elektromotoren berust op een wisselend magnetisch veld. Bij een gelijkstroommotor wordt daarom mechanisch in de motor met behulp van de commutator (collector), of elektronisch bij de zogenaamde borstelloze elektromotor, de richting van het magnetisch veld voortdurend veranderd.
De belangrijkste eigenschap van de gelijkstroommotor is dat de rotatiesnelheid op een eenvoudige manier geregeld kan worden. Daardoor is zo'n motor met name geschikt voor regelbare elektrische aandrijvingen. 
Kleine gelijkstroommotoren worden op grote schaal toegepast in apparaten die op accu's of batterijen werken. Met de opkomst van de vermogenselektronica worden grote gelijkstroommotoren daarentegen steeds vaker vervangen door asynchrone draaistroommotoren met frequentieregelaars.

## Historie
De eerste elektrische motor werd in 1832 bedacht door William Sturgeon, en later (rond 1837) op de markt gebracht door de Amerikaan Thomas Davenport. Maar doordat elektriciteit in die tijd alleen geleverd kon worden door voltazuilen werd dit geen commercieel succes en raakte de elektrische motor op de achtergrond.
De gelijkstroommotor werd per toeval (her)ontdekt door Hippolyte Fontaine in 1873. Bij het parallel schakelen van twee Gramme-dynamo’s ging de ene dynamo als motor functioneren, elektrisch aangedreven door de andere. Door deze ontdekking van omkeerbaarheid van elektrische machines loopt de geschiedenis van de gelijkstroommotor gelijk op met die van de gelijkstroomgenerator.

## Constructie

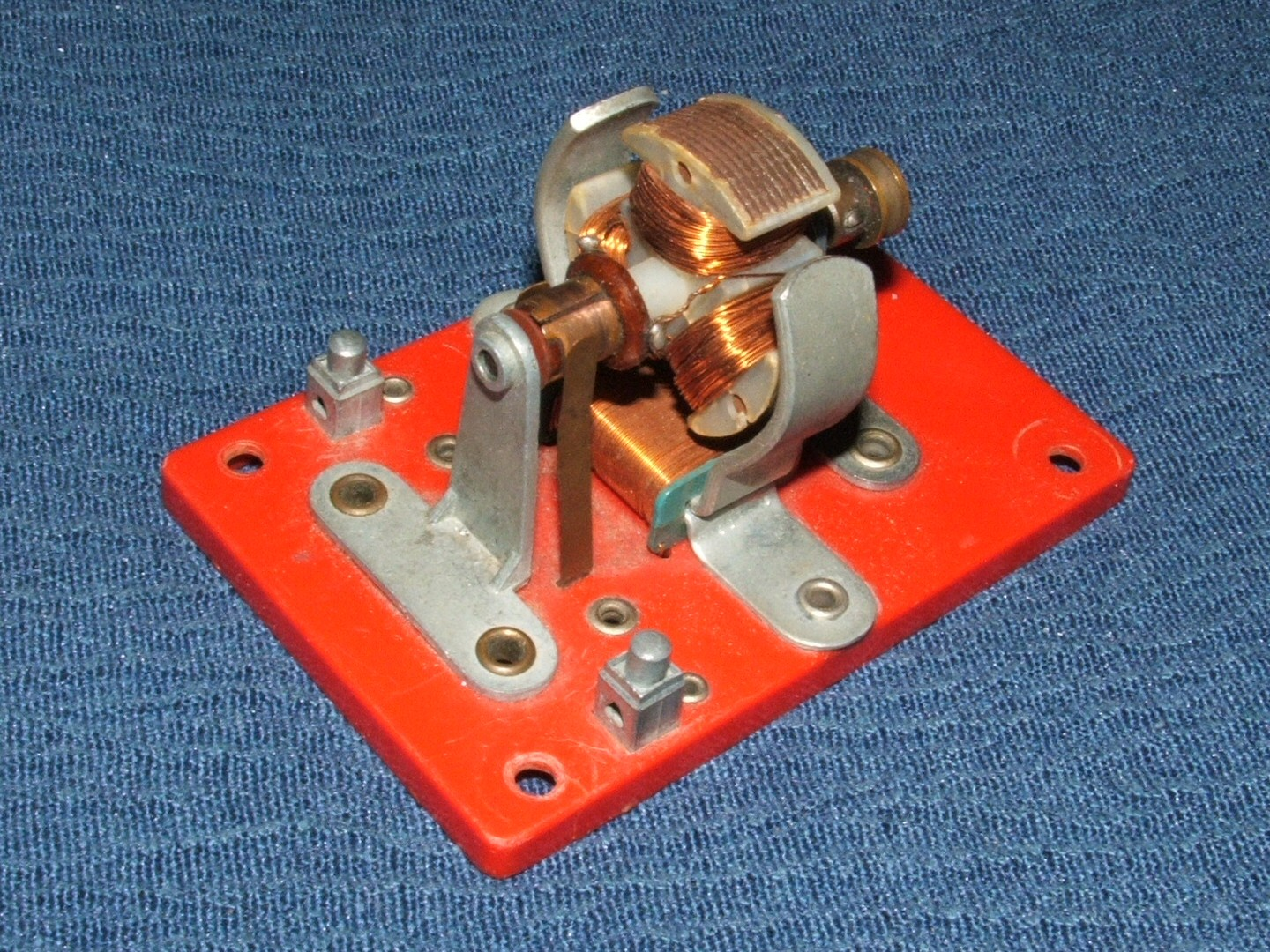
Zelfbouw constructie van een gelijkstroommotor

Evenals alle andere motoren bestaan gelijkstroommotoren hoofdzakelijk uit twee delen: het stilstaande, buitenste deel wordt de stator genoemd, het draaibare, binnenste deel noemt men de rotor.
De stator is een holle, ijzeren cilinder die aan de binnenzijde voorzien is van een even aantal magneetpolen. Deze magneetpolen wekken het bekrachtigingsveld op tussen de hoofdpolen en door de luchtspleet en de rotor heen. Bij kleine motoren worden hiervoor permanente magneten gebruikt, bij grotere motoren elektromagneten. Gelijkstroommotoren worden daarnaast voorzien van hulppolen en/of compensatiewikkelingen om de optredende ankerreactie tegen te werken.
De rotor – ook anker genoemd – is een ijzeren cilinder voorzien van axiale sleuven waarin de ankerwikkelingen liggen. De wikkelingen draaien in het magnetisch veld van de stator. De uiteinden van deze wikkelingen zijn verbonden met de lamellen van de commutator. Via koolborstels die contact maken met de commutatorlamellen wordt de rotor van stroom voorzien.
Op de rotoras is bij grotere motoren nog een ventilator gemonteerd die voldoende koellucht door de motor blaast voor het afvoeren van de interne warmteverliezen.

## Werking
| Een eenvoudige gelijkstroommotor: \| Gelijkstroommotor rotatie \| Gelijkstroommotor rotatie \| \| ------------------------- \| ------------------------------------------------------------------------------------------------------------------------------------------------------------------------------------------------------------------------------------------------------------------------------------------------------------------------------------------------------------------------------------------------------------------------------------------------------------------------------------------------------------------------------------------- \| \| \| Wanneer er een gelijkstroom loopt door de draaiende wikkeling of ankerwikkeling, wordt er in het anker (ook rotor genoemd) een magneetveld opgewekt. De linkerzijde van de rotor wordt weggedrukt van de vaste linkermagneet en aangetrokken door de vaste rechtermagneet, waardoor de rotor begint te draaien. \| \| \| De rotor begint 180° te draaien. \| \| \| Wanneer de rotor horizontaal aangekomen is bij de juiste polen zal de beweging stoppen. De enige manier om de rotor verder door te doen draaien is het omkeren van de polen op het draaibaar anker. Dit gebeurt door de commutator. Deze keert de richting van de stroom door de spoelen om waardoor het magneetveld in de rotor of anker genaamd omkeert. De linkerzijde van de rotor wordt weggedrukt van de vaste linkermagneet en aangetrokken door de vaste rechtermagneet, waardoor de rotor, ook anker genoemd, verder gaat draaien. \| \| \| Dit proces herhaalt zich steeds opnieuw. \| | |
| Gelijkstroommotor rotatie | |
| | Wanneer er een gelijkstroom loopt door de draaiende wikkeling of ankerwikkeling, wordt er in het anker (ook rotor genoemd) een magneetveld opgewekt. De linkerzijde van de rotor wordt weggedrukt van de vaste linkermagneet en aangetrokken door de vaste rechtermagneet, waardoor de rotor begint te draaien. |
| | De rotor begint 180° te draaien. |
| | Wanneer de rotor horizontaal aangekomen is bij de juiste polen zal de beweging stoppen. De enige manier om de rotor verder door te doen draaien is het omkeren van de polen op het draaibaar anker. Dit gebeurt door de commutator. Deze keert de richting van de stroom door de spoelen om waardoor het magneetveld in de rotor of anker genaamd omkeert. De linkerzijde van de rotor wordt weggedrukt van de vaste linkermagneet en aangetrokken door de vaste rechtermagneet, waardoor de rotor, ook anker genoemd, verder gaat draaien. |
| | Dit proces herhaalt zich steeds opnieuw. |

### Koppel
Door het magnetisch veld wordt op het anker een drijvend koppel uitgeoefend. Het koppel dat in de motor wordt gecreëerd wordt bepaald met de formule:
{\displaystyle T=c\cdot \Phi \cdot I_{\text{a}}}
Hierin is:
T = koppel in newtonmeter (Nm)
c = motor constructie constante
Φ = poolflux van bekrachtigingsveld in weber (Wb)
Ia = ankerstroom in ampère (A)

### Tegenspanning
Door het roteren van het anker zal door inductie in de windingen een spanning worden opgewekt. De richting van deze geïnduceerde spanning is tegengesteld aan de aangelegde klemspanning en wordt daarom de tegenspanning (tegen-emk) genoemd.
{\displaystyle E_{r}=c\cdot \omega _{\text{r}}\cdot \Phi }
Hierin is:
Er = tegenspanning in volt (V)
c = motor constructie constante
ωr = hoeksnelheid rotor in radialen per seconde (rad/s)
Φ = poolflux van bekrachtigingsveld in weber (Wb)

### Vermogensomzetting
In een gelijkstroommotor wordt elektrisch vermogen omgezet in mechanisch vermogen volgens onderstaande formule:
{\displaystyle E_{r}\cdot I_{a}=P_{\text{elek}}\Longleftrightarrow P_{\text{mech}}=T\cdot \omega _{\text{r}}}
Niet al het elektrische vermogen wordt omgezet in mechanisch vermogen. Een gedeelte van het toegevoerde vermogen gaat verloren en komt in de motor vrij als warmte. Deze vermogensverliezen zijn:
- Koperverliezen Pcu: Jouleverliezen in anker-, bekrachtiging-, hulp en/of compensatiewikkelingen.
- IJzerverliezen Pfe: Hysteresis- en wervelstroomverliezen in de ferromagnetische keten van de rotor en poolschoenen.
- Mechanische verliezen Pm: Wrijvingsverliezen veroorzaakt door de lagers, borstels op de commutator, luchtwrijving langs de draaiende rotor en aandrijving van de ventilator.

Het nuttige asvermogen Pas kan vervolgens berekend worden met:
{\displaystyle P_{\text{as}}=P_{\text{klem}}-P_{\text{cu}}-P_{\text{fe}}-P_{\text{m}}}

### Rendement
Het rendement η van een gelijkstroommotor is de verhouding van het nuttige asvermogen Pas tot het toegevoerde vermogen Pklem:
{\displaystyle \eta ={\frac {P_{\text{as}}}{P_{\text{klem}}}}={\frac {P_{\text{as}}}{P_{\text{as}}+P_{\text{cu}}+P_{\text{fe}}+P_{\text{m}}}}}

## Uitvoeringsvormen
De wijze waarop de bekrachtigingswikkeling geschakeld is ten opzichte van de ankerwikkeling, bepaalt in belangrijke mate het gedrag van de gelijkstroommotor. De meest voorkomende uitvoeringsvormen zijn:

### Motor met permanente magneet

Schematische voorstelling van het werkingsprincipe van een permanent bekrachtigde gelijkstroommachine

Bij motoren met lage vermogens (< 1kW) worden vaak permanente magneten gebruikt voor de bekrachtiging. Voordeel van deze motoren is dat ze kleiner, lichter, efficiënter en betrouwbaarder zijn dan motoren met een gewikkelde bekrachtiging. Een nadeel is dat er geen regeling van de bekrachtiging mogelijk is. 
Voor zwaardere motoren waren in het verleden permanente magneten niet toepasbaar, omdat het moeilijk was geschikte materialen te vinden die de hoge veldsterktes konden vasthouden. Door recente innovaties voor magnetische materialen, zijn nu permanente magneten, zoals neodymiummagneet, beschikbaar waarmee compacte grote gelijkstroommotoren zijn te bouwen zonder veldspoelen..

### Vreemd bekrachtigde motor
Bij motoren met vreemd of afzonderlijke bekrachtiging wordt de bekrachtigingsspoel – die zorgt voor het bekrachtigingsveld – gevoed uit een aparte spanningsbron, zodat deze onafhankelijk van de ankerspanning geregeld kan worden. Omdat het bekrachtigingsveld van deze motor onafhankelijk is van de belasting, zal het toerental bijna constant blijven bij een toenemend koppel. Wel moet ermee rekening gehouden worden dat het toerental zal toenemen (motor versnelt) bij het verzwakken van de bekrachtiging, waarbij de motor op hol zal slaan, als de bekrachtiging wegvalt.

### Seriemotor

Seriemotor

Bij de seriemotor staat de bekrachtigingsspoel in serie met de ankerwikkeling. Deze seriewikkeling is opgebouwd uit weinig windingen van dik koperdraad. Seriemotoren kunnen sterk overbelast worden en hebben een groot aanzetkoppel waardoor ze krachtig aantrekken en snel op toeren komen. Het aantal omwentelingen verandert echter zeer sterk met de belasting. De specifieke eigenschap van deze motor is dat het toerental omgekeerd evenredig is met het koppel, ofwel bij een grote belasting is het toerental klein, bij een lichte belasting groot, en zonder belasting slaat de motor op hol. Met op hol slaan bedoelt men dat het toerental ontoelaatbaar groot wordt, waardoor de motor beschadigd kan worden. De seriemotor is daardoor uitsluitend te gebruiken daar waar steeds een belasting aanwezig is, bijvoorbeeld door directe koppeling aan de aan te drijven machine.
De seriemotor wordt toegepast waar hoge aanloopkoppels worden vereist, zoals als tractiemotor in elektrische treinen en trams. Ook de startmotor in de auto is een seriemotor.

### Shuntmotor

Shuntmotor

Bij de shuntmotor staat de bekrachtigingsspoel parallel met de ankerwikkeling. Deze shuntwikkeling is opgebouwd uit veel windingen van dun koperdraad. De stroom die wordt opgenomen splitst zich in de motor in tweeën; het grootste gedeelte vloeit door de ankerwikkeling en slechts een betrekkelijk klein deel (hoogstens 5%) door de bekrachtigingspoel. Wezenlijke verschillen van de shuntmotor ten opzichte van de seriemotor zijn: De snelheid van de shuntmotor verandert slechts zeer weinig met de belasting. Een shuntmotor kan nooit op hol slaan wanneer de belasting wegvalt (tenzij de flux wegvalt). Het toerental van shuntmotoren kan binnen verre grenzen en heel nauwkeurig geregeld worden, zonder veel verliezen. Het aanloopkoppel is minder gunstig dan bij de seriemotor.
De shuntmotor wordt voornamelijk toegepast bij machines die werken met een constant toerental bij wisselende belastingen, zoals hijskranen en liften, alsmede bij aandrijvingen waar het toerental geregeld moet worden.

### Compoundmotor
De compoundmotor is een combinatie van de twee bovengenoemde motoren; hij bezit zowel een serie- als een shuntbekrachtigingswikkeling. De eigenschappen van deze motor liggen tussen die van de serie- en de shuntmotor in.
- Gecompounde seriemotor: Sterk serieveld met een zwak shuntveld geeft een motor met een hoog aanloopkoppel zonder het risico dat de motor op hol slaat. Het aanwezige shuntveld voorkomt dit.
- Gecompounde shuntmotor: Sterk shuntveld met een zwak serieveld geeft shuntmotor met een groter aanloopkoppel dan de standaard shuntmotor. Nadeel is dat het toerental afneemt bij toenemende belasting. Daarom wordt bij dit type motor nadat de motor is aangelopen, de seriewindingen kortgesloten.
- Gecompenseerde shuntmotor: Shuntmotor met een zwak serieveld (soms slechts één winding op de polen) dat de veldverzwakkende werking van de ankerreactie tegengaat, zodat de motor bij hoge ankerstromen stabiel blijft werken.
- Tegengecompounde motor: Sterk shuntveld met een tegengesteld zwak serieveld zorgt dat bij een toenemende belasting het toerental altijd constant blijft. Dergelijke motoren kunnen onder invloed van de ankerreactie onstabiel worden.

## Snelheidsregeling
Een belangrijke eigenschap van de gelijkstroommotor is dat het toerental eenvoudig gevarieerd kan worden. Hierbij kunnen de volgende methodes worden toepast:
- Variatie van bekrachtigingsstroom
- Variatie van ankerketenweerstand
- Variatie van motorspanning

### Bekrachtigingsstroom
De snelheid van een gelijkstroommotor kan worden geregeld door de stroom die door de bekrachtigingswikkeling loopt via een weerstand te regelen. Door het magneetveld van de hoofdpolen te verzwakken, zal de rotor sneller moeten draaien om de vereiste tegenspanning te geven. Omgekeerd zal bij versterking van het magneetveld de rotor langzamer gaan draaien; waarbij dit begrensd wordt door verzadiging van het bekrachtigingsveld.

### Ankerketenweerstand

Aanloopinrichting voor een shuntmotor

Door voorschakelweerstanden in serie met het rotorwikkeling te plaatsen, zal de spanningsval over de ankerketen toenemen, zodat de tegenspanning (en dus het toerental) kleiner wordt. 
Bijkomend voordeel van deze methode is dat de aanloopstroom bij het aanzetten van de motor kan worden beperkt. Immers bij het aanlopen vanuit stilstand is de tegenspanning nul, en staat de volledige klemspanning over alleen de rotorwikkeling ({\displaystyle I_{a}=(U-E_{r})/R_{a}}). Wanneer de rotor gaat draaien ontstaat er een tegenspanning en kan de voorschakelweerstand geleidelijk verminderd worden, totdat de tegenspanning zo groot is geworden dat deze de spanningsval over de weerstand kan vervangen.
Nadeel is dat deze methode niet verliesvrij is, immers een deel van het vermogen ({\displaystyle I^{2}*R}) wordt in de weerstanden omgezet in warmte.

### Motorspanning

Thyristorgestuurde gelijkrichter

De meest gebruikte manier – vooral bij motoren met permanente-magneetbekrachtiging – om het toerental te regelen is door het variëren van de klemspanning. Voorwaarde is wel dat het magneetveld voor de bekrachtiging een constante sterkte heeft. Mogelijkheden zijn:
- Ward-Leonardschakeling
- Thyristor gestuurde gelijkrichter
- Chopper bij een gelijkstroomvoeding